# سلمى (كاتبة)
تُعد رقية (وُلدت باسم راجاثي سامسودين عام 1968) كاتبة وناشطة وسياسية هندية من الشعب التامِـلي. تُعرف بسلمى كاسم مستعار لها، وتُلقب براجاثي، ويُشار إليها كثيرًا باسم راجاثي سلمى. حظيت أعمالها بإشادة دولية، وتشتهر بكونها ذات تأثير كبير في الأدب التاميلي المعاصر.
سلمى عضو في حزب درافيدا موننيترا كازاغام، وناشطة في مجال حقوق المرأة ومغايري الهوية الجنسانية. شغلت منصب رئيس مجلس الدولة للرعاية الاجتماعية في مدينة تاميل نادو، في الفترة بين عامي 2007 و2011. أسست سلمى منظمة غير حكومية لحقوق المرأة تُدعى «أمالكم قائم».

## سيرة حياتية

### بدايات حياتها 1968-1994
وُلدت سلمى في قرية ثوفارانكورتشي، بالقرب من تيريوشرابالي في ولاية تاميل نادو الهندية، لعائلة مسلمة محافظة. بدأ اهتمامها بالقراءة في سن مبكرة. لم تكن قادرة على مواصلة اهتمامها بالأدب بسبب القمع المنزلي الذي قيد حركتها. تمكنت من التسلل في إحدى المرات مع ابن عمها وصديقها لمشاهدة فيلم بلغة المالايالامية يدعى أفالود رافوكال، وقد كان الفيلم يصور حياة عاهرة مراهقة، ولم تكن سلمى تدرك موضوع الفيلم في ذلك الوقت. غضب والداها عندما علموا بالأمر. أخرجوها من المدرسة قبل أن تبلغ الخامسة عشر من عمرها وعزلوها في المنزل. لم يواجه ابن عمها وصديقها عواقب وخيمة، وبدأ صديقها في تسريب الكتب إليها من مكتبة القرية. أصبحت سلمى، على إثر ذلك، خلال سنوات مراهقتها، قارئة وكاتبة متعطشة. كانت مفتونة بالأدب الروسي، بعد أن قرأت أعمال فيودور دوستويفسكي وليو تولستوي المترجمة، وصارت تتخذ من شخصيات كنيلسون مانديلا وجيفارا قدوة بدلًا من نجوم السينما.
خُطبت سلمى، في الثالثة عشر من عمرها، لابن عم لها يُدعى مالك، ولكنها تمكنت من تأجيل الزواج إلى أن بلغت التاسعة عشرة من عمرها، بعد أن أقنعت أمها عن طريق تظاهرها بحدوث نوبة قلبية لها. مُنحت سلمى بعد الزواج اسم رقية بيغوم وأنجبت طفلين. استمر اهتمامها بالأدب في حياتها الزوجية واعتبرت أسرتها حالتها أقرب إلى الجنون. كتبت سلمى، في سن الثانية والعشرين، قصيدتها الأولى، أوباندهام باللغة التيلوغوية، كمتنفس لشعورها بالإحباط والغضب من وضعها. أُجبرت على إخفاء شغفها عن أسرتها، وقد كانت تكتب وهي جالسة على المرحاض على ورق ممزق من الدفاتر. تعرضت للإيذاء من قبل زوجها بسبب رغبتها في الكتابة وكان في كثير من الأحيان يتلف عملها إذا وجده. ساعدتها والدتها في نهاية المطاف بتهريب قصائد من منزلها ونشرها في صحيفة تاميلية أسبوعية.

### العمل الأدبي والظهور السياسي 1994 – 2006
أصبحت سلمى شخصية معروفة في الأوساط الأدبية التاميلية في الفترة بين 1994-1998. وقعت مع دار النشر كالاتشوفادو، ودُعيت إلى عدد من المؤتمرات الأدبية في جميع أنحاء تاميل نادو التي زارتها تحت ستار الزيارات الطبية. رافقتها أمها في أول مناسبة لها في مدينة تشيناي، نظرًا لأن المرأة التي تسافر بمفردها كانت مستهجنة في بيئتها الاجتماعية.
ظلت أسرتها تخشى من أنشطتها واعتبرتها أنشطة هدامة. وصفت قصائدها بأنها غير تقليدية لأنها تغطي قضايا اجتماعية، ولم تمتنع عن ذكر الحياة الجنسية للمرأة، الأمر الذي أثار في نهاية المطاف غضب العقيدة الاجتماعية في حيها المحافظ وكذلك في عائلتها، لا سيما أنها كتبت الشعر تحت اسم راجاثي وهو اسمها ولقبها عند الولادة. دفعها رد فعلهم إلى تبني الاسم المستعار سلمى، المقتبس من شخصية في رواية جبران خليل جبران. نشرت مقتطفاتها الأولى من القصائد، أورو ماليوم، وإينورو ماليوم تحت هذا الاسم عام 2000. دُعيت في العام نفسه إلى حدث أدبي كبير استمر ثلاثة أيام أطلق عليه مؤتمر التاميل العالمي في تشيناي. حضرت، لكنها رفضت الصعود على المسرح خوفًا من أن يُنشر لها صورة في الصحافة، فيُثار بذلك الجدل في قريتها وعائلتها. بدأت في كتابة رواية، وأكملتها عام 2001، ولكنها كانت مترددة بشأن نشرها.